# Epitide
Epitide è il patronimico di Perifante, un alleato di Troia e araldo di Anchise

## Genealogia
Era figlio di Epito, un personaggio non meglio precisato, menzionato già da Omero .

## Mitologia
Apollo prese le sue sembianze quando parlò ad Enea esortandolo di continuare a combattere. 
 
Il figlio di Anchise lo riconobbe e gli prestò ascolto. 
Compare al saggio 323 del libro XVII dell'Iliade come nome proprio, ai saggi 546 e 578 del libro V dell'Eneide come patronimico ed al saggio 476 del secondo come epiteto. Ma se in Omero l'eroe viene ucciso da Ares, Virgilio, a conferma dei rapporti di emulazione e continuazione dei romanzi omerici che opera nell'Eneide, cita per allusione ad un nuovo personaggio che ha il medesimo nome, ma è nuovo ed è diverso dal primo.